# Šamḫat
Šamḫat o Šamkat è una donna che appare nelle prime due tavole dell'epopea classica (standard) di Gilgameš, ed è successivamente menzionata anche nella quinta. Šamḫat compare anche nella versione paleobabilonese, segnatamente nella Tavola della Pennsylvania (OB II), con il nome di Šamkatum.
Šamḫat è anche il genere femminile dell'aggettivo šamḫu e allude al termine analogo in lingua antico babilonese e babilonese standard, šamḫatu, ad indicare una donna assegnata al tempio anche per le attività di prostituzione sacra (quindi sinonimo di ḫarīmtu, in sumerico kar-kid), questa legata ai riti inerenti alla fecondità (cfr. sempre in accadico, il verbo šamāḫu, a cui l'aggettivo  šamḫu è collegato, ad indicare la "crescita rigogliosa della vegetazione" nonché "l'emergere della bellezza e della floridezza fisica").

## Nell'Epopea classica babilonese di Gilgameš
Šamḫat è una prostituta sacra inviata dagli Dei per condurre il selvaggio Enkidu a prendere contatto con la civiltà al fine di combattere Gilgameš . Dopo un amplesso lungo sei giorni e sette notti (accadico: šeššet urri sebe mušāte), Enkidu viene rifuggito dalle creature selvatiche con cui prima si accompagnava, e quindi Šamḫat lo convince a seguirla nella città di Uruk, dove incontrerà il suo re, Gilgameš.
Più avanti, al momento della sua morte, Enkidu incolpa Šamḫat di aver dato il via alla serie di eventi che hanno portato alla sua fine, e la maledice perché diventi un'emarginata. Il dio Šamaš, tuttavia, ricorda ad Enkidu che ella l'ha nutrito e vestito, quindi l'eroe ritira la sua maledizione e invece la benedice, così che tutti gli uomini la desiderino e le offrano in dono dei gioielli.
Nota Andrew R. George come il ruolo di Šamḫat nella città di Uruk non sia precisato nell'epica, tuttavia questa città era nota per il complesso templare relativo alla dea Inanna/Ištar, la dea dell'amore fisico, ed era quindi famosa anche per la bellezza delle sue ierodule le quali prestavano servizio presso i templi di Ištar e di Ninsun.